# Floryna
Floryna — imię żeńskie pochodzenia łacińskiego, pierwotnie łaciński przydomek pochodzący od imienia Florus („kwitnący”) i oznaczający „pochodząca od Florusa, córka Florusa”. Patronką imienia jest św. Floryna z Brioud (Owernia). Męski odpowiednik: Floryn. 
W innych językach: 
- łacina: Florina
- język angielski: Floriny
- język francuski: Florine.

Floryna imieniny obchodzi 1 maja. 

## Osoby noszące imię Floryna
- Floryna (1083–1097) – córka Odona I Burgundzkiego, żona Swena, księcia duńskiego (zm. 1097).